# Cessna 206
Le Cessna 206 Stationair est un avion six places, monomoteur à pistons à ailes hautes.

## Développement
Le Cessna 206, qui fit son premier vol en 1965, est le descendant direct du Cessna 205 auquel on avait ajouté un moteur plus puissant et une double porte de soute. Dès le début de sa production il fut décliné en deux versions : le Super Skylane (version passagers) et le Super Skywagon (version utilitaire).
Par la suite, de nombreuses améliorations furent apportées[Lesquelles ?]. En 1969, le Super Skywagon devint simplement le Skywagon et en 1971 on le rebaptisa « Stationair ». Dès lors, les deux versions ne firent plus qu'une.
Comme pour toute sa gamme de monomoteurs, Cessna abandonna la production du Cessna 206 en 1985. Celle-ci ne reprit qu'en 1994 avec deux versions : le Cessna Stationair (206H) et le Cessna Turbo Stationair (T206H), le second étant, comme son nom l'indique, propulsé par un moteur turbocompressé. Ces avions reçurent leurs certifications en 1998.
Il existe également des versions remotorisées par l'américain Soloy Aviations Solutions :
Le Cessna 206 Soloy Mk1 motorisé par une turbine Rolls-Royce / Allison 250-C20S de 420 ch ainsi que le Cessna 206 Soloy Mk2 motorisé par une turbine Rolls-Royce 250B17F de 450 ch.
Ces versions apportent un gain de performance important tout en réduisant fortement les nuisances sonores, elles sont utilisées pour des missions de transport et de travail aérien.

## Variantes

### Cessna TU206G

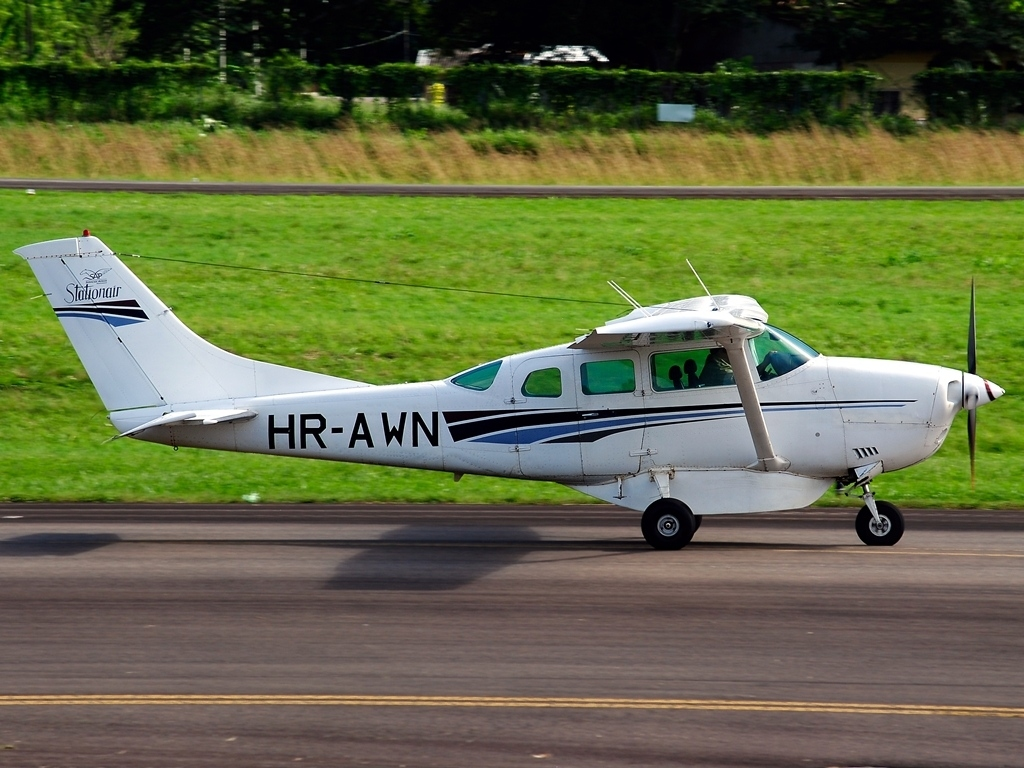
Cessna TU206G Turbo Stationair immatriculé HR-AWN.

Le Cessna TU206G est l'une des variantes du Cessna 206 Stationair développé par l'entreprise Cessna. 
Pays utilisateurs
- Aéronavale bolivienne
- Aéronavale colombienne
- Armée de terre colombienne
- Armée de l'air équatorienne
- Armée de terre équatorienne
- Armée de l'air guatémaltèque
- Armée de l'air mexicaine
- Aéronavale péruvienne
- Armée de terre péruvienne
- Armée de terre vénézuélienne

## Caractéristiques
Le Cessna 206 Stationair possède une architecture à ailes hautes et une structure en aluminium. Le constructeur vend son appareil équipé d'un glass-cockpit Garmin G1000.

## Dans la culture
- 2016 : Un homme à la hauteur - L'avion qui assure le largage du parachutiste en fin de film est un Cessna 206 immatriculé F-HGAZ (c/n U206-05584)[2]. Ce même appareil sera détruit dans un accident lors de son atterrissage à Tuzla le 15 juillet 2023[3]. Les tournages sont opérés dans les environs de l'Aérodrome d'Aix - Les Milles (source : générique), également visible dans le film.